# Байымбет
Байымбет — аул в Называевском районе Омской области. В составе Покровского сельского поселения.

## История
В 1928 г. аул № 6 состоял из 43 хозяйств, основное население — казахи. В составе Ереминского сельсовета Называевского района Омского округа Сибирского края. В 1990 г. указом ПВС РСФСР аул № 6 переименован в Байымбет.

## Население
| 2002 | 2010 |
| ---- | ---- |
| 282  | ↘210 |